# Hreblina-Dihtineț, Putila
Hreblina-Dihtineț (în ucraineană Греблина, transliterat: Hreblîna și în germană Greblena) este un sat în raionul Putila din regiunea Cernăuți (Ucraina), depinzând administrativ de comuna Dihtineț. Are 295 locuitori, preponderent ucraineni (huțuli).
Satul este situat la o altitudine de 692 metri, pe malul râului Putila, în partea de centru a raionului Putila.

## Istorie
Localitatea Hreblina-Dihtineț a făcut parte încă de la înființare din regiunea istorică Bucovina a Principatului Moldovei. După anexarea Bucovinei de către Imperiul Habsburgic în anul 1775, localitatea Hreblina-Dihtineț a făcut parte din Ducatul Bucovinei, guvernat de către austrieci, făcând parte din districtul Putila (în germană Putilla). 
După Unirea Bucovinei cu România la 28 noiembrie 1918, satul Hreblina-Dihtineț a făcut parte din componența României, în Plasa Putilei a județului Rădăuți. Pe atunci, majoritatea populației era formată din ucraineni. 
Ca urmare a Pactului Ribbentrop-Molotov (1939), Bucovina de Nord a fost anexată de către URSS la 28 iunie 1940, reintrând în componența României în perioada 1941-1944. Apoi, Bucovina de Nord a fost reocupată de către URSS în anul 1944 și integrată în componența RSS Ucrainene. 
Începând din anul 1991, satul Hreblina-Dihtineț face parte din raionul Putila al regiunii Cernăuți din cadrul Ucrainei independente. Conform recensământului din 1989, numărul locuitorilor care s-au declarat români plus moldoveni era de 1 (0+1), reprezentând 0,28% din populație . În prezent, satul are 295 locuitori, preponderent ucraineni.

## Demografie
Componența lingvistică a localității Hreblîna
     Ucraineană (99,66%)
     Alte limbi (0,34%)
Conform recensământului din 2001, majoritatea populației localității Hreblîna era vorbitoare de ucraineană (99,66%), existând în minoritate și vorbitori de alte limbi.
1989: 357 (recensământ) 
2007: 295 (estimare)